# Eudaimonisma
Eudaimonisma és un gènere monotípic d'arnes de la família Crambidae. Conté només una espècie, Eudaimonisma batchelorella, que es troba a Austràlia, on ha estat registrada a Queensland, el Territori del Nord i Austràlia del Sud.